# ویگینس (میسیسیپی)
ویگینس (به انگلیسی: Wiggins) شهری در ایالت میسیسیپی کشور ایالات متحده آمریکا است که جمعیت آن در سرشماری سال ۲۰۱۰ میلادی، ۴٬۳۹۰
نفر بوده‌است.